# Kup Maršala Tita 1959-1960
La Kup Maršala Tita 1959-1960 fu la 13ª edizione della Coppa di Jugoslavia. 1896 squadre parteciparono alle qualificazioni, 32 furono quelle che raggiunsero la coppa vera e propria, che si disputò dal 1º dicembre 1959 al 26 maggio 1960.
Il detentore era la Stella Rossa, che in questa edizione fu uscì ai sedicesimi di finale. I biancorossi vinsero il campionato.
Il trofeo fu vinto dalla Dinamo Zagabria, che sconfisse in finale il Partizan. Per gli zagabresi fu il secondo titolo in questa competizione.

Grazie al successo, la Dinamo ottenne l'accesso alla Coppa delle Coppe 1960-1961.

## Qualificazioni
```
Queste due partite disputate dal 
Orijent
:
[
5
]

Orijent - Opatija                        1-0
Pula - Orijent                           5-3 
(
dts
)
```

```
Queste alcune delle partite della coppa di 
Voivodina
:
[
6
]

Proleter Zrenjanin - ŽFK Banat Zrenjanin 9-1
Rusanda Melenci - Proleter Zrenjanin     2-5
Proleter Čoka - Proleter Zrenjanin       2-3
Proleter Zrenjanin - Dinamo Pančevo      0-1
```

## Squadre qualificate

### Calendario
| Turno                | Gare       | Date             | Numero gare | Riduzione squadre |
| -------------------- | ---------- | ---------------- | ----------- | ----------------- |
| Sedicesimi di finale | Gara unica | 1º dicembre 1959 | 16          | 32 → 16           |
| Ottavi di finale     | Gara unica | 13 dicembre 1959 | 8           | 16 → 8            |
| Quarti di finale     | Gara unica | 28 dicembre 1959 | 4           | 8 → 4             |
| Semifinali           | Gara unica | 6 marzo 1960     | 2           | 4 → 2             |
| Finale               | Gara unica | 26 maggio 1960   | 1           | 2 → 1             |

## Sedicesimi di finale
| Squadra 1                 | Risultato             | Squadra 2               |
| ------------------------- | --------------------- | ----------------------- |
| 1º dicembre 1959          |                       |                         |
| (2) Borac Banja Luka      | 0 – 2                 | Hajduk Spalato (1)      |
| (3) Bosna Visoko          | 0 – 3                 | OFK Belgrado (1)        |
| (3) Branik Maribor        | 0 – 3                 | Vojvodina (1)           |
| (2) Elektrostroj Zagabria | 4 – 0                 | RNK Spalato (2)         |
| (2) Napredak Kruševac     | 0 – 2                 | Radnički Kragujevac (2) |
| (2) Novi Sad              | 2 – 0                 | Radnički Sombor (2)     |
| (2) Pobeda                | 0 – 1                 | Velež Mostar (1)        |
| (1) Radnički Belgrado     | 1 – 1 (dts) (3-4 dtr) | Budućnost (1)           |
| (2) Radnički Niš          | 3 – 1                 | Sarajevo (1)            |
| (1) Stella Rossa          | 2 – 2 (dts) (5-6 dtr) | Partizan (1)            |
| (3) Sloga Vukovar         | 2 – 6                 | Lokomotiva Zagabria (2) |
| (2) Spartak Subotica      | 5 – 1                 | Rijeka (1)              |
| (2) Srem                  | 1 – 2 (dts)           | Dinamo Zagabria (1)     |
| (2) Sutjeska              | 2 – 0                 | Vardar (2)              |
| (2) Trešnjevka            | 2 – 1                 | Sloboda Tuzla (1)       |
| (2) Željezničar           | 1 – 0                 | Proleter Osijek (2)     |

## Ottavi di finale
| Squadra 1                 | Risultato   | Squadra 2               |
| ------------------------- | ----------- | ----------------------- |
| 13 dicembre 1959          |             |                         |
| (1) Budućnost             | 0 – 1       | Željezničar (2)         |
| (1) Dinamo Zagabria       | 3 – 2 (dts) | Trešnjevka (2)          |
| (2) Elektrostroj Zagabria | 4 – 1       | Sutjeska (2)            |
| (1) Hajduk Spalato        | 4 – 2       | Novi Sad (2)            |
| (1) OFK Belgrado          | 1 – 0       | Lokomotiva Zagabria (2) |
| (2) Spartak Subotica      | 3 – 4 (dts) | Partizan (1)            |
| (1) Velež Mostar          | 8 – 1       | Radnički Kragujevac (2) |
| (1) Vojvodina             | 7 – 2       | Radnički Niš (2)        |

## Quarti di finale
| Squadra 1           | Risultato | Squadra 2                 |
| ------------------- | --------- | ------------------------- |
| 28 dicembre 1959    |           |                           |
| (1) Dinamo Zagabria | 2 – 1     | Vojvodina (1)             |
| (1) Hajduk Spalato  | 2 – 1     | Elektrostroj Zagabria (2) |
| (1) Partizan        | 2 – 1     | Željezničar (2)           |
| (1) Velež Mostar    | 1 – 0     | OFK Belgrado (1)          |

## Semifinali
| Squadra 1           | Risultato | Squadra 2          |
| ------------------- | --------- | ------------------ |
| 6 marzo 1960        |           |                    |
| (1) Dinamo Zagabria | 2 – 1     | Hajduk Spalato (1) |
| (1) Velež Mostar    | 2 – 3     | Partizan (1)       |

## Finale
| Arbitro: | F. Taslidžić (Osijek) |

|                                   |           |                              |
| Jerković 14’, 53’ Lipošinović 49’ | Marcatori | 9’ Kaloperović 73’ Kovačević |

| Dinamo | Partizan |

|                  |  |                     |  |
|                  |  |                     |  |
| P                |  | Mirko Stojanović    |  |
| D                |  | Josip Šikić         |  |
| D                |  | Franjo Gašpert      |  |
| D                |  | Tomislav Crnković   |  |
| C                |  | Vladimir Čonč       |  |
| C                |  | Željko Perušić      |  |
| C                |  | Luka Lipošinović    |  |
| C                |  | Dragoljub Blažić    |  |
| A                |  | Dražan Jerković     |  |
| A                |  | Željko Matuš        |  |
| A                |  | Nedeljko Dugandžija |  |
| Allenatore:      |  |                     |  |
| Milan Antolković |  |                     |  |

|             |  |                      |  |
|             |  |                      |  |
| P           |  | Milutin Šoškić       |  |
| D           |  | Velimir Sombolac     |  |
| D           |  | Fahrudin Jusufi      |  |
| D           |  | Velibor Vasović      |  |
| D           |  | Božidar Pajević      |  |
| C           |  | Ilija Mitić          |  |
| C           |  | Zvezdan Čebinac      |  |
| C           |  | Tomislav Kaloperović |  |
| A           |  | Vladica Kovačević    |  |
| A           |  | Milan Galić          |  |
| A           |  | Branislav Mihajlović |  |
| Allenatore: |  |                      |  |
| Illés Spitz |  |                      |  |